# Битва при Крингене
Битва при Крингелене (Крингене) (норв. Slaget i Kringom) — сражение, произошедшие в Норвегии в регионе Отта. 
Сельская милиция и фермеры под предводительством Ларса Гуннарссона Хого (Грама) устроили засаду шотландским солдатам, которые двигались через Норвегию для участия в Кальмарской войне на стороне Швеции.
Сражение стало частью местного фольклора и вокруг него до сих пор ходят легенды. Командир шотландских войск Джордж Синклер являлся племянником графа Кейтнесса, Джорджа Синклера.

## Предыстория
Во время Кальмарской войны король Швеции Густа́в ll Адольф нанял шотландских солдат для войны против Дании. Два корабля с вооруженными горцами на борту отплыли из Шотландии и отправились в Норвегию.

В 1612 году шотландские солдаты высадились в местности Ромсдаль и направились в долину Гулдбрандсдаль. Отряды крестьян и милиции из поселений Леша, Довре,Сер-Фрун, Вого, Лома и Рингебу мгновенно мобилизовались под предводительством шерифа Ларса Гуннарссона Хого
.
Шотландцы под предводительством Джорджа Синклера и Александра Рамсея двигались на юго-восток страны. Как были вооружены шотландцы, достоверно неизвестно, так как их тела были разграблены. Норвежцы в основном были вооружены топорами и вилами, в меньшей степени мечами и копьями и несколькими мушкетами и арбалетами. Войско норвежцев состояло в основном из необученных и неопытных в плане войны людей, а шотландцы были профессиональными и умелыми воинами.

Согласно легенде, армия шотландцев состояла из более 1100 человек, но историки говорят приблизительно о 300 воинах. Норвежцев было около 500, включая милицию и крестьян.

## Ход сражения
Согласно устным пересказам, особую роль в сражении сыграла женщина Приллар-Гури. Когда отряд шотландцев достиг ущелья Кринген, она подала сигнал сидевшим в засаде норвежцам с помощью бараньего рога. Шотландцы были зажаты между рекой и горным хребтом и не смогли удачно распределиться. Достоверно известно, что крестьяне вели стрельбу по врагам из арбалетов и ружей. Вероятнее всего, одним из первых был застрелен капитан Джордж Синклер
. Его могила стала местной достопримечательностью. Большинство горцев были убиты.
Выжили 18 человек. 14 из них были казнены и похоронены в братской могиле. Оставшиеся в живых — подполковник Александр Рамсей, Генри Брюс, Джеймс Скотт и Джеймс Манипенни были отправлены в Осло отбывать срок лишения свободы. В конечном счете, они все-таки вернулись в Шотландию.

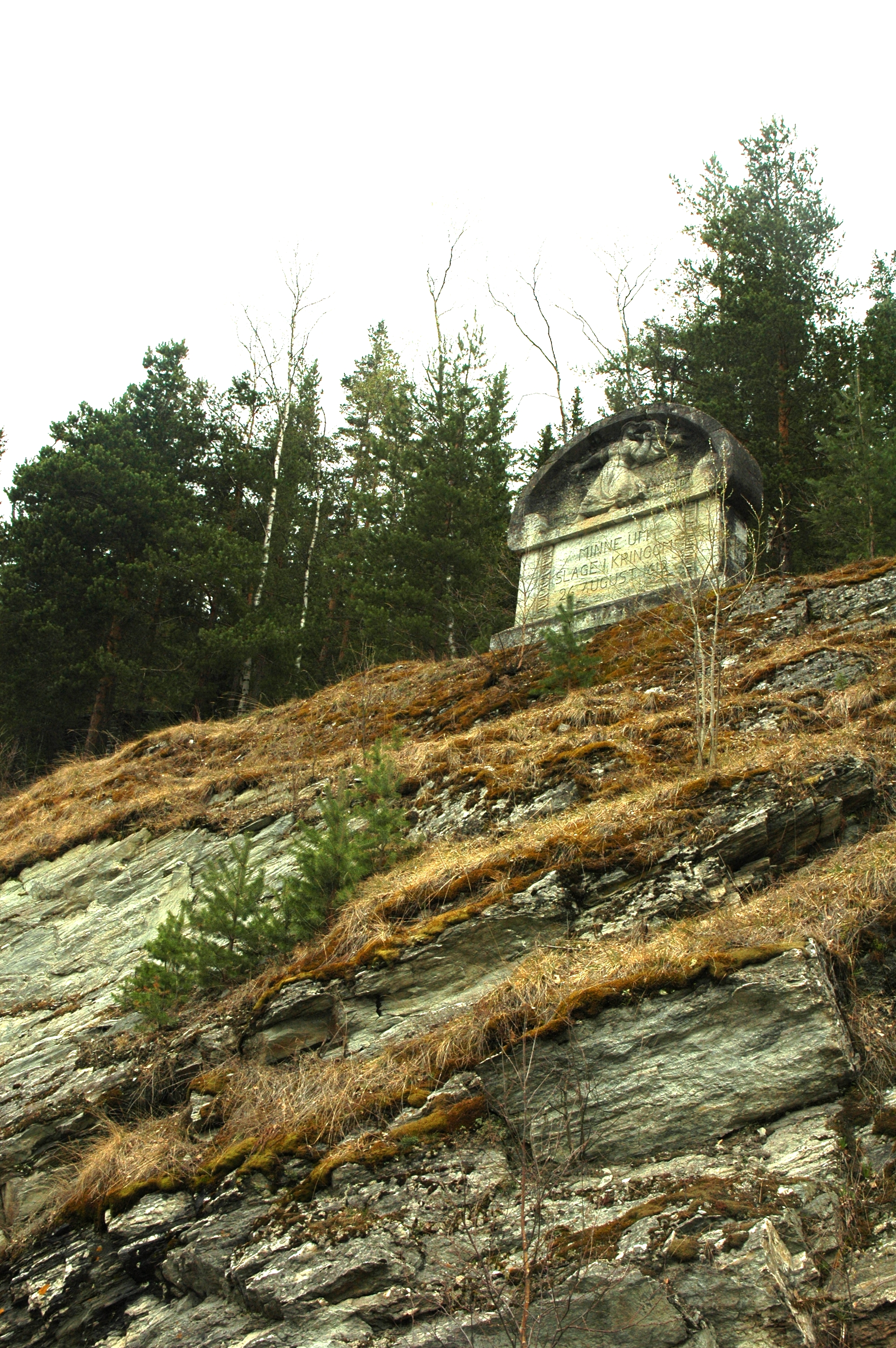
Памятник сражению в Отте

## В массовой культуре
Норвежский поэт Эдвард Сторм в 1781 году написал стихотворение под названием «Баллада о Синклере». Генрик Вергеланн написал поэму, которую назвал «Смерть Синклера».
Балладу о Синклере исполнял норвежский рок-коллектив Folque.
Викинг-рок группа с Фарерских островов Týr записали кавер версию «Баллады о Синклере».